# Ferdinand-François-Auguste Donnet
François-Auguste-Ferdinand Donnet (Bourg-Argental, 16 de novembro de 1795 - Bordeaux, 23 de dezembro de 1882) foi um cardeal e arcebispo católico francês.

## Biografia
Nascido em Bourg-Argental em 16 de novembro de 1795, François-Auguste-Ferdinand Donnet estudou no Colégio de Annonay (1806-1813), depois passou para o Seminário de Sant'Irenée em Lyon e finalmente para a Maison des Hautes Études em a mesma cidade.
Ordenado sacerdote em 7 de março de 1819 na catedral de Lyon, tornou-se professor de belas artes no Colégio de Belley em 1813. Vigário em Guillotière (1819), tornou-se pároco em Irigny, na diocese de Lyon. Ele então trabalhou como missionário em Saint-Etienne, Annonay, Bourg, Villefranche, Pont-de-Vaux, Chrlien, Tournon, Saint-Chamond e em outras aldeias de 1821 a 1827. Cânone honorário do capítulo da catedral de Blois, tornou-se pároco na cidade de Villefranche-sur-Saône em outubro de 1827 e posteriormente foi promovido ao posto de vigário geral da diocese de Tours. De maio a julho de 1829 esteve em Roma para acompanhar o arcebispo de Tours e posteriormente tornou-se vigário geral da arquidiocese de Lyon.
Nomeado bispo titular de Roso e coadjutor do bispo de Lyon, obteve os direitos de sucessão em Nancy a partir de 6 de abril de 1835. Foi consagrado bispo em 31 de maio de 1835 na igreja das Dames du Sacré-Coeur em Paris por Charles Auguste Marie Joseph, Conde de Forbin-Janson, bispo de Nancy, assistido por Romain Gallard, bispo de Meaux, e Louis Blanquart de Bailleul, bispo de Versalhes. Apesar de suas esperanças, seu sonho de suceder ao episcopado de Nancy foi anulado por sua promoção, em 19 de maio de 1837, à sede metropolitana de Bordeaux, que lhe rendeu o título de arcebispo. Em 2 de fevereiro de 1840 foi nomeado comandante da Ordem de São Gregório Magno, obtendo também o título de conde do Papa Gregório XVI, que em 21 de fevereiro do mesmo ano o nomeou entre seus assistentes ao trono papal.
O Papa Pio IX elevou-o ao posto de cardeal no consistório de 15 de março de 1852; recebeu o chapéu de cardeal e o título de Santa Maria in Via em 27 de junho do ano seguinte. Em casa, foi nomeado senador do Império e pôde participar do Concílio Vaticano I de 1869-1870. Ele participou do conclave de 1878 que elegeu o Papa Leão XIII.
Ele morreu em 23 de dezembro de 1882, aos 87 anos. Seu corpo foi exposto para veneração pública e depois enterrado na Catedral Metropolitana de Bordeaux.